# Terlingua
Terlingua – jednostka osadnicza w Stanach Zjednoczonych, w stanie Teksas, w hrabstwie Brewster.